# Konrad Onasch
Konrad Onasch (* 4. August 1916 in Danzig; † 3. Oktober 2007 in Halle (Saale)) war ein deutscher Kirchenhistoriker, der vor allem an der Martin-Luther-Universität Halle-Wittenberg wirkte. Onasch wurde bekannt unter anderem durch seine Studien über Ikonen, über die Konfessionskunde der orthodoxen Kirchen und seine Interpretationen Dostojewskis. Christoph Schmidt nannte Onasch in einer Rezension den „zweifellos produktivsten Ostkirchenhistoriker seiner Generation“.

## Leben und Wirken

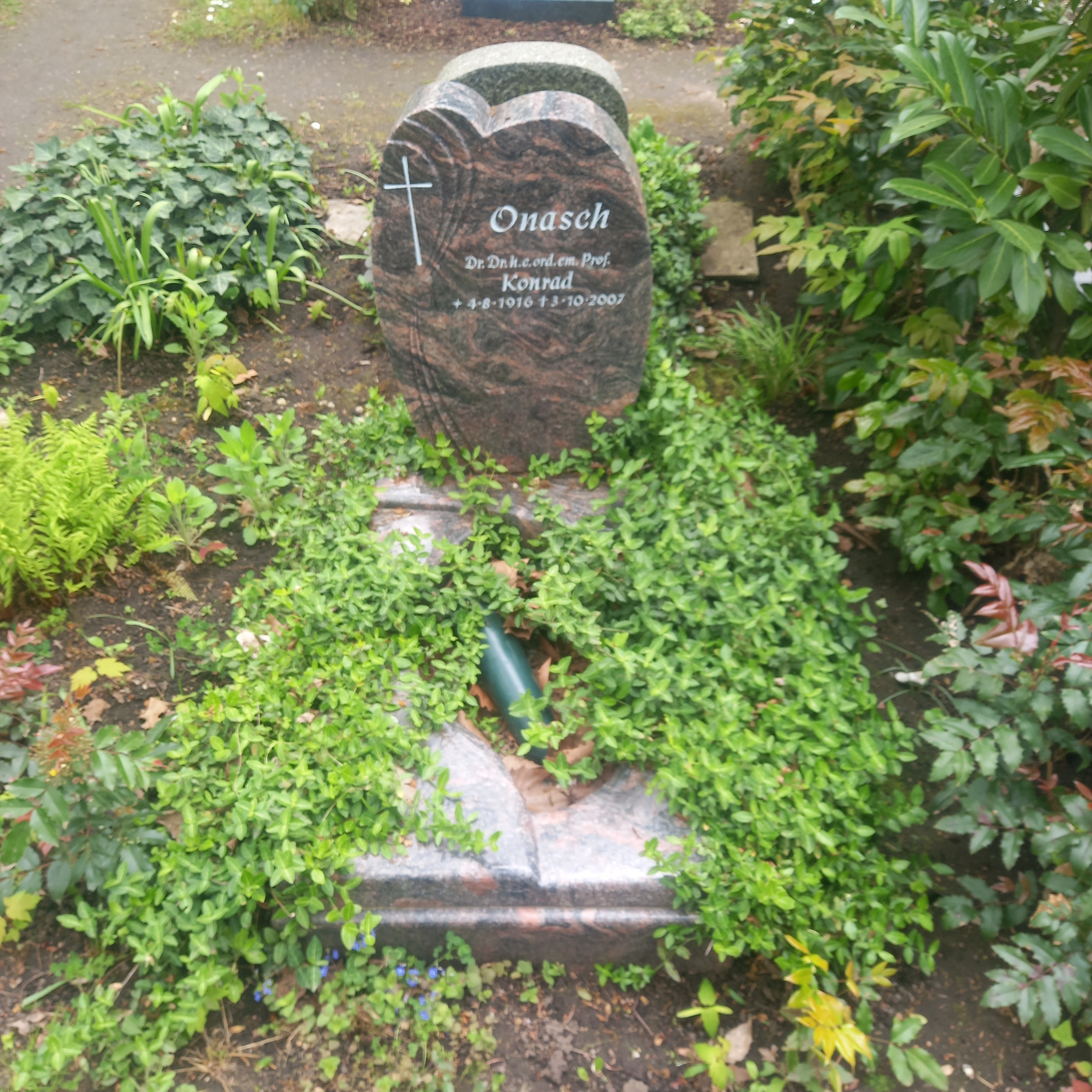
Das Grab von Konrad Onasch auf dem Südfriedhof (Halle)

Konrad Onasch gründete 1952 gemeinsam mit dem Kirchenhistoriker Kurt Aland das „Institut für Konfessionskunde der orthodoxen Kirchen“ an der Hallenser Theologischen Fakultät. 1954 reiste Onasch als Teil einer namhaften Delegation (u. a. mit Gustav Heinemann, Kurt Aland und Herbert Mochalski) auf Einladung des Russischen Patriarchen Aleksij I. nach Moskau. Onasch leitete das Ostkircheninstitut der Theologischen Fakultät Halle bis zu seiner Emeritierung im Jahr 1981. Für die Kulturhistorische Reihe des Verlages Koehler & Amelang steuerte er zwei Bände bei.
Ein Schüler von Onasch war Hermann Goltz.

## Veröffentlichungen (Auswahl)
- Ikonen (in der Reihe Altrussische Kunstdenkmäler). VOB Union Verlag, Berlin 1961 (Ausgabe für die DDR); zahlreiche weitere Auflagen, auch in neuer Bearbeitung durch weitere Mitautoren.
- Dostojewski als Verführer. Christentum und Kunst in der Dichtung Dostojewskis. Ein Versuch. EVZ-Verlag, Zürich 1961.
- Einführung in die Konfessionskunde der orthodoxen Kirchen (Sammlung Göschen, Bd. 1197/1197a). de Gruyter, Berlin 1962.
- Der verschwiegene Christus. Versuch über die Poetisierung des Christentums in der Dichtung F. M. Dostojewskis. VOB Union Verlag, Berlin 1976.
- Liturgie und Kunst der Ostkirche in Stichworten, unter Berücksichtigung der alten Kirche. Koehler & Amelang, Leipzig 1981 (Ausgabe für die DDR); Lizenzausgabe: Hermann Böhlaus Nachf., Wien, Köln, Graz 1981, ISBN 3-205-00536-8.
  - überarbeitete Ausgabe unter dem Titel Lexikon Liturgie und Kunst der Ostkirche, unter Berücksichtigung der alten Kirche. Buchverlag Union, Berlin 1993, ISBN 3-372-00097-8.
- Die alternative Orthodoxie. Utopie und Wirklichkeit im russischen Laienchristentum des 19. und 20. Jahrhunderts. 14 Essays. Schöningh, Paderborn 1993, ISBN 3-506-76179-X.

## Festschriften
- Hermann Goltz, Vladimir Ivanov (Hrsg.): Festschrift Konrad Onasch. Beiträge zum 80. Geburtstag von Prof. Dr. Konrad Onasch, Begründer des Instituts für Konfessionskunde der Orthodoxen Kirchen an der Martin-Luther-Universität Halle-Wittenberg, Berlin 1996.
- Eikon und Logos : Beiträge zur Erforschung byzantinischer Kulturtraditionen; Konrad Onasch zur Vollendung d. 65. Lebensjahres, veröffentlicht durch die Abteilung Wissenschaftspublizistik der Martin-Luther-Universität Halle-Wittenberg, DDR. Hrsg. von Hermann Goltz, Martin-Luther-Universität Halle-Wittenberg. Abteilung Wissenschaftspublizistik, 2 Bände, 1981.